# Nipaecoccus percerosus
Nipaecoccus percerosus är en insektsart som först beskrevs av Leonardi 1911.  Nipaecoccus percerosus ingår i släktet Nipaecoccus och familjen ullsköldlöss. Inga underarter finns listade i Catalogue of Life.